# Oklahoma megye
Oklahoma megye az Amerikai Egyesült Államokban, azon belül Oklahoma államban található. Megyeszékhelye és legnagyobb városa Oklahoma City. Lakosainak száma 796 292 fő (2020. április 1.). Oklahoma megye Logan, Lincoln, Pottawatomie, Cleveland, Canadian és Kingfisher megyékkel határos.

## Népesség
A megye népességének változása:
| Lakosok száma | 721 074 | 730 168 | 742 509 | 755 245 | 776 864 | 796 292 |
|               | 2010    | 2011    | 2012    | 2013    | 2015    | 2020    |